# George Cușnarencu
George Cușnarencu (n. 27 ianuarie 1951, Dorohoi, Botoșani, România – d. 3 august 2023) a fost un prozator și publicist român contemporan. Este membru al generației optzeciste și desantiste cu vechi state în această mișcare literară.
Este absolvent al Facultății de Limba și Literatura Română a Universității din București (1977).
A frecventat cenaclul „Junimea” al Facultății de Limba și Literatura Română, condus de profesorul și criticul Ovid S. Crohmălniceanu.
A fost redactor-șef al revistei „Magazin”.

## Volume publicate până în prezent
Debutează în 1983, cu volumul de proză scurtă Tratat de apărare permanentă.

### Romane
- Tangoul memoriei(1988)
- Dodecaedru (1991)
- Ultimul Isus, magnificul (1995)
- Călătoria Luceafărului (1997)
- Requiem (1998)
- Trandafirul Tăcerii Depline(1999)
- Saptamana Patimilor (2001)
- Piata Aristotel (2001)
- Colonia Penitenciară Oranj (2001)

### Antologii
Este prezent în antologia de proză scurtă Desant 83 îngrijită de Ovid S. Crohmălniceanu. 
Este prezent cu proză scurtă în antologiile: Proză umoristică românească, (1985); Iubiri subversive (Cele mai bune povestiri din 1997), (1997); Generația ?80 în proza scurtă, (Editura Paralela 45, 1998).
De asemenea este prezent cu povestiri traduse în două antologii publicate la Moscova (1985, 1987) și în culegerea de proză scrisă de autori din țările central și est-europene, Description of a Struggle(Picador, 1994, Londra, New York). 
Povestirea sa „Cele trei dorințe” a apărut în Almanah Magazin 1993.

## Premii și distincții
A primit premiul de debut al Uniunii Scriitorilor din România (1984), premiul "Ion Creangă" al Academiei Române (1993) precum si alte premii literare ale unor reviste și asociații scriitoricești.